# Ortillon
Ortillon település Franciaországban, Aube megyében. Lakosainak száma 22 fő (2022. január 1.). Ortillon Chaudrey, Isle-Aubigny, Montsuzain, Vaupoisson és Voué községekkel határos.

## Népesség
A település népességének változása:
| Lakosok száma | 37   | 40   | 43   | 34   | 26   | 24   | 24   | 24   | 23   | 22   |
|               | 1968 | 1982 | 1990 | 2006 | 2013 | 2015 | 2017 | 2019 | 2020 | 2022 |